# Соколов, Платон Петрович
Платон Петрович Соколов (1863—1923) — русский правовед, доктор церковного законоведения, профессор.

## Биография
Родился 4 октября 1863 года. Учился в Новгородской гимназии, затем в Санкт-Петербургской духовной академии, которую окончил в 1886 году и был удостоен степени кандидата богословия с правом получения степени магистра без нового устного испытания. Затем учился на юридическом факультете Санкт-Петербургского университета, который окончил в 1885 году. С 1898 года был приват-доцентом Санкт-Петербургского университета.
С 1901 года преподавал в Киевском университете: экстраординарный профессор кафедры церковного права; в октябре 1908 года избран секретарём совета, а в 1914 году деканом юридического факультета, переизбран на этот пост в 1918 году. Одновременно с 1907 года преподавал церковное право на Высших женских курсах. Был членом Киевского юридического общества и Киевского клуба русских националистов.
Исследовал историю имущественных правоотношений в православной церкви, судебно-административную деятельность церкви и т. д. Автор трудов по этим вопросам: «Проект царя Феодора Олексеевича о подчиненных епископов» (1906); «Русский архиерей из Византии и право его назначения до начала XV века» (1913).
Умер 24 марта 1923 года в Киеве. Похоронен на Лукьяновском кладбище в Киеве (участок № 13-3, ряд 14, место 1.

## Сочинения
- О значении приходов до XVIII века: Сообщ. прочит. 5 февр. 1895 г. в Новг[ор]. о-ве любителей древности П. П. Соколовым. — Новгород, 1895. — 45 с.
- Соколов П. П. Церковноимущественное право в греко-римской империи: опыт историко-юридического исследования. — Новгород, 1896. — 300 с. — магистерская диссертация
- Проект царя Федора Алексеевича о подчиненных епископах (к вопросу об уездных епископах и губернских митрополитах). — Киев: Тип. Императорскаго ун-та св. Владимира Акц. о-ва печ. и изд. дела Н. Т. Корчак-Новицкаго, 1906. — 34 с.
- Был ли московский митрополит Исидор папским легатом для Москвы? — Киев: тип. Т. Г. Мейнандера, [1908]. — 16 с.
- Русский архиерей из Византии и право его назначения до начала XV века. — Киев: тип. И. И. Чоколова, 1913. — [2], IV, 578 с. — докторская диссертация